# Talensi-Nabdam
Talensi-Nabdam är ett distrikt i Ghana.   Det ligger i regionen Övre östra regionen, i den norra delen av landet, 600 km norr om huvudstaden Accra. Antalet invånare är 94 650. Arean är 912 kvadratkilometer.
Terrängen i Talensi-Nabdam är huvudsakligen platt, men åt sydost är den kuperad.